# Don Hanmer
Don Hanmer est un acteur américain né le 17 octobre 1919 à Chicago, Illinois (États-Unis), mort le 24 mai 2003 à Monterey (États-Unis).

## Filmographie
- 1951 : Tales of Tomorrow (série tv)
- 1951 : Miss Susan (série TV) : Unknown (1951)
- 1955 : Vom Himmel gefallen : Sgt. Coppenbarger
- 1967 : Code Name: Heraclitus (TV) : Baldy
- 1968 : The Counterfeit Killer : O'Hara
- 1971 : Vas-y, fonce (Drive, He Said) : Director of Athletics
- 1973 : Vin, vacances et vahinés (The Six Million Dollar Man: Wine, Women and War) (TV) : Airline Passenger
- 1973 : Papillon : Butterfly trader
- 1974 : Newman's Law (en) de Richard T. Heffron : Real Estate Agent
- 1975 : The Blue Knight (TV) : News Vendor
- 1975 : Mystère sur le vol 502 (en) (Murder on Flight 502) (TV) : Priest
- 1976 : Monsieur Saint-Ives (St. Ives) : Punch
- 1980 : The Hustler of Muscle Beach (TV) : Car Salesman
- 1981 : Hellinger mène l'enquête (Hellinger's Law) (TV) : D.A. Stevenson
- 1984 : Rhinestone : Sid
- 1989 : Voyageurs sans permis (Homer and Eddie) : Cashier #2